# María Manuela Pignatelli de Aragón y Gonzaga

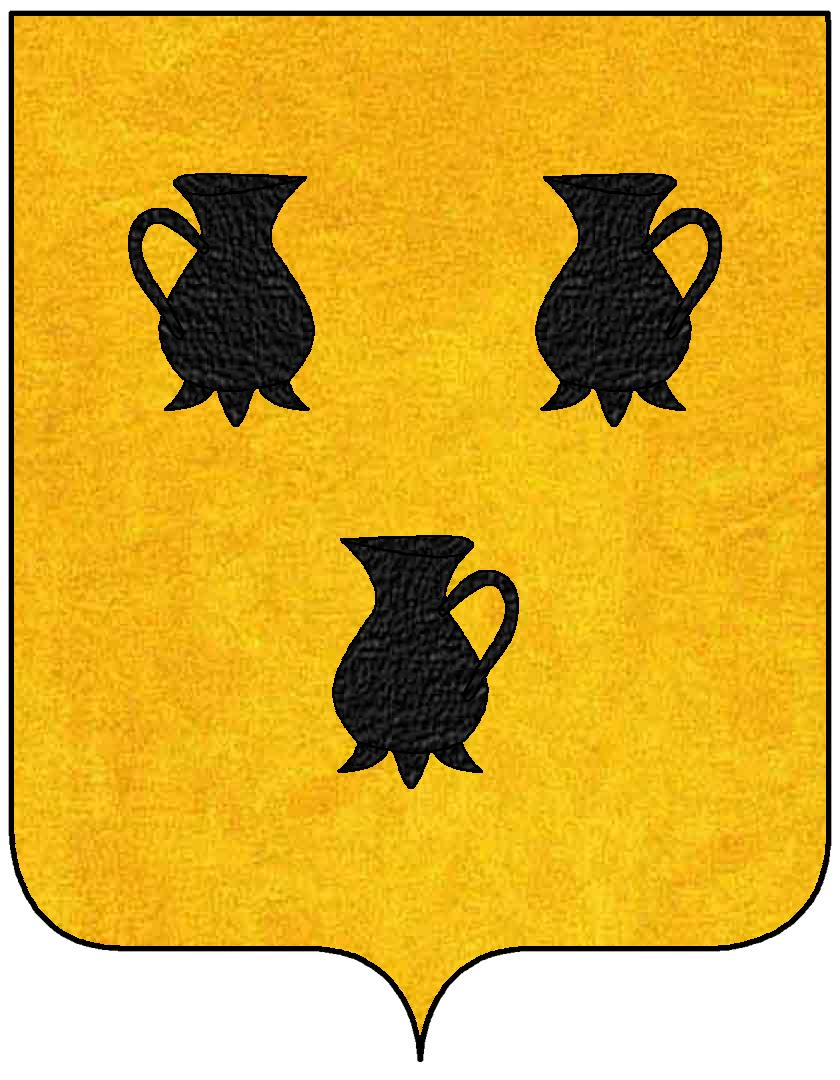
Stemma Pignatelli

María Manuela Pignatelli de Aragón y Gonzaga (Fuentes de Ebro, 25 dicembre 1753 – Madrid, 6 novembre 1816) è stata una nobile spagnola, duchessa di Villahermosa e considerata una delle eroine del primo assedio di Saragozza del 1808, durante la Guerra d'indipendenza spagnola.

## Biografia
Era la quarta figlia di Joaquín Atanasio Pignatelli de Aragón y Moncayo (1724-1776), conte di Fuentes, e di Maria Luisa Gonzaga (1726-1773), duchessa di Solferino. Sposò Juan Pablo de Aragón-Azlor (1730-1790), duca di Villahermosa, il 1º giugno 1769, all'età di sedici anni.
Nel 1808, allo scoppio della Guerra d'Indipendenza, dopo il massacro della rivolta del 2 maggio a Madrid e della rivolta in Aragona, María Manuela, rimasta vedova, lasciò la sua residenza nel Palazzo di Villahermosa a Madrid (attualmente Museo Thyssen-Bornemisza) e si trasferì a Saragozza con i suoi due figli viventi, José Antonio e Juan Pablo, dove suo nipote José Rebolledo de Palafox guidò la resistenza contro gli eserciti francesi.
Contribuì finanziariamente allo sviluppo della guerra e dei siti di Saragozza per il sostegno dei volontari delle compagnie Sas e Cerezo, motivo per cui le sue spoglie mortali riposano nella cripta della cappella di Santa Justa e Rufina nella cattedrale del Salvatore di Saragozza. Nel secondo assedio di Saragozza, María Manuela perse il figlio più giovane, Juan Pablo, a causa di un'epidemia che devastò la città.
La duchessa è nota per aver donato il reliquiario della Santa Culla di Gesù Bambino, custodito nella "Grotta della Natività" della Basilica di Santa Maria Maggiore. Il reliquiario a forma di culla in vetro e coronato dal Bambino Gesù sdraiato su paglia dorata, fu eseguito dall'architetto italiano Giuseppe Valadier nel 1802.

## Ringraziamenti
Il Comune di Madrid le ha dedicato una piazza nel quartiere di Salamanca, che si trova all'incrocio tra Calle del Marqués de Ahumada e Calle del Marqués de Monteagudo.

## Ascendenza
|                                                         |                       |                                                                   | Genitori                                                           |  |  | Nonni |  |  | Bisnonni                                    |  |  | Trisnonni                              |  |
|                                                         |                       |                                                                   |                                                                    |  |  |       |  |  | Niccolò Pignatelli, VIII duca di Monteleone |  |  | Giulio Pignatelli, II principe di Noia |  |
|                                                         |                       |                                                                   |                                                                    |  |  |       |  |  | Niccolò Pignatelli, VIII duca di Monteleone |  |  | Giulio Pignatelli, II principe di Noia |  |
|                                                         |                       | Beatrice Carafa                                                   |                                                                    |  |  |       |  |  | Niccolò Pignatelli, VIII duca di Monteleone |  |  |                                        |  |
| Antonio Pignatelli de Aragón                            |                       |                                                                   |                                                                    |  |  |       |  |  | Niccolò Pignatelli, VIII duca di Monteleone |  |  |                                        |  |
|                                                         |                       | Giovanna Pignatelli Pimentel Benavides, IX duchessa di Monteleone | Andrea Fabrizio Pignatelli, VI duca di Monteleone                  |  |  |       |  |  |                                             |  |  |                                        |  |
|                                                         |                       | Giovanna Pignatelli Pimentel Benavides, IX duchessa di Monteleone | Andrea Fabrizio Pignatelli, VI duca di Monteleone                  |  |  |       |  |  |                                             |  |  |                                        |  |
|                                                         |                       | Giovanna Pignatelli Pimentel Benavides, IX duchessa di Monteleone | Teresa Antonia Pimentel y Benavides                                |  |  |       |  |  |                                             |  |  |                                        |  |
| Joaquín Atanasio Pignatelli de Aragón y Moncayo         |                       | Giovanna Pignatelli Pimentel Benavides, IX duchessa di Monteleone |                                                                    |  |  |       |  |  |                                             |  |  |                                        |  |
|                                                         |                       | Bartolomé Isidro de Moncayo y Palafox, III marchese di Coscojuela | Diego de Moncayo y Fernández de Heredia, II marchese di Coscojuela |  |  |       |  |  |                                             |  |  |                                        |  |
|                                                         |                       | Bartolomé Isidro de Moncayo y Palafox, III marchese di Coscojuela | Diego de Moncayo y Fernández de Heredia, II marchese di Coscojuela |  |  |       |  |  |                                             |  |  |                                        |  |
|                                                         |                       | Bartolomé Isidro de Moncayo y Palafox, III marchese di Coscojuela | Violante Palafox y Folch de Cardona                                |  |  |       |  |  |                                             |  |  |                                        |  |
| Francisca Moncayo de Heredia, IV marchesa di Coscojuela |                       | Bartolomé Isidro de Moncayo y Palafox, III marchese di Coscojuela |                                                                    |  |  |       |  |  |                                             |  |  |                                        |  |
|                                                         |                       | Francesca de Blanes i Calatayud                                   | Francisco de Blanes, IX conte di Centellas                         |  |  |       |  |  |                                             |  |  |                                        |  |
|                                                         |                       | Francesca de Blanes i Calatayud                                   | Francisco de Blanes, IX conte di Centellas                         |  |  |       |  |  |                                             |  |  |                                        |  |
|                                                         |                       | Francesca de Blanes i Calatayud                                   | Anna Maria Pérez de Calatayud y Palafox                            |  |  |       |  |  |                                             |  |  |                                        |  |
| María Manuela Pignatelli de Aragón y Gonzaga            |                       | Francesca de Blanes i Calatayud                                   |                                                                    |  |  |       |  |  |                                             |  |  |                                        |  |
|                                                         | Ferdinando II Gonzaga | Carlo Gonzaga                                                     |                                                                    |  |  |       |  |  |                                             |  |  |                                        |  |
|                                                         | Ferdinando II Gonzaga | Carlo Gonzaga                                                     |                                                                    |  |  |       |  |  |                                             |  |  |                                        |  |
|                                                         | Ferdinando II Gonzaga | Isabella Martinengo                                               |                                                                    |  |  |       |  |  |                                             |  |  |                                        |  |
| Francesco Gonzaga                                       | Ferdinando II Gonzaga |                                                                   |                                                                    |  |  |       |  |  |                                             |  |  |                                        |  |
|                                                         |                       | Laura Pico della Mirandola                                        | Alessandro II Pico della Mirandola                                 |  |  |       |  |  |                                             |  |  |                                        |  |
|                                                         |                       | Laura Pico della Mirandola                                        | Alessandro II Pico della Mirandola                                 |  |  |       |  |  |                                             |  |  |                                        |  |
|                                                         |                       | Laura Pico della Mirandola                                        | Anna Beatrice d'Este                                               |  |  |       |  |  |                                             |  |  |                                        |  |
| Maria Luisa Gonzaga                                     |                       | Laura Pico della Mirandola                                        |                                                                    |  |  |       |  |  |                                             |  |  |                                        |  |
|                                                         |                       | Carmine Nicolao Caracciolo                                        | Marino V Caracciolo, IV principe di Santobuono                     |  |  |       |  |  |                                             |  |  |                                        |  |
|                                                         |                       | Carmine Nicolao Caracciolo                                        | Marino V Caracciolo, IV principe di Santobuono                     |  |  |       |  |  |                                             |  |  |                                        |  |
|                                                         |                       | Carmine Nicolao Caracciolo                                        | Giovanna Caracciolo di Torella                                     |  |  |       |  |  |                                             |  |  |                                        |  |
| Giulia Chiteria Caracciolo                              |                       | Carmine Nicolao Caracciolo                                        |                                                                    |  |  |       |  |  |                                             |  |  |                                        |  |
|                                                         |                       | Giovanna Costanza Ruffo                                           | Francesco Ruffo, II principe della Motta San Giovanni              |  |  |       |  |  |                                             |  |  |                                        |  |
|                                                         |                       | Giovanna Costanza Ruffo                                           | Francesco Ruffo, II principe della Motta San Giovanni              |  |  |       |  |  |                                             |  |  |                                        |  |
|                                                         |                       | Giovanna Costanza Ruffo                                           | Giovanna Lanza                                                     |  |  |       |  |  |                                             |  |  |                                        |  |
|                                                         |                       | Giovanna Costanza Ruffo                                           |                                                                    |  |  |       |  |  |                                             |  |  |                                        |  |